# Demócratas de Izquierda
Demócratas de Izquierda (Democratici di Sinistra (DS) fue un partido político italiano, sucesor del Partido Democrático de la Izquierda (PDS), descendiente directo a su vez del extinto Partido Comunista Italiano (PCI). Fue parte de las coaliciones El Olivo y L'Unione, y en octubre de 2007 fue unos de creadores del Partido Democrático (PD). A nivel europeo era miembro del Partido Socialista Europeo.

## Historia
Demócratas de Izquierda se desarrolló a partir del Partido Democrático de la Izquierda (PDS), que a su vez era una refundación del Partido Comunista Italiano (PCI) en un partido socialista democrático. Bajo la dirección de Massimo D'Alema el PDS se unió a otras organizaciones menores de ideas afines (Federación Laborista, Cristianos Sociales, Izquierda Republicana, Movimiento de los Comunistas Unitarios, Reformistas por Europa, Federación Democrática) para crear Demócratas de Izquierda, eliminado definitivamente la hoz y el martillo de su logo y adoptando una rosa roja como la del Partido Socialista Europeo.
Massimo D'Alema fue nombrado primer ministro en octubre de 1998, momento en que fue reemplazado como líder de DS por Walter Veltroni. Durante el I congreso nacional del partido en enero de 2000, Veltroni recibió el apoyo del 79,9% de los delegados, mientras que el ala más izquierda del partido contó con el apoyo del 20,1% de estos.
En las elecciones generales de 2006 DS apoyó la candidatura de Romano Prodi a primer ministro de Italia, presentándose en solitario al Senado y dentro de la coalición L'Unione a la Cámara de Diputados junto a Democracia es Libertad-La Margarita (DL) y el Movimiento Republicanos Europeos. El partido obtuvo un 17,17% de votos al Senado (62 senadores) y El Olivo llegó al 31,20% en la Cámara (220 diputados). El estrecho margen con que se venció a la coalición de centro-derecha provocó un debate sobre el futuro del partido. Desde 2006 la dirección del partido se comprometió a una futura fusión con DL, que se materializó finalmente en la creación del Partido Democrático (PD) al año siguiente.
En el gobierno formado tras las elecciones por Romano Prodi tuvo nueve ministros de DS, incluido el vice primer ministro y ministro de Relaciones Exteriores, Massimo D'Alema. El actual Presidente de la República Italiana, Giorgio Napolitano, elegido el 10 de mayo de 2006, es también un exmiembro de DS (como de costumbre, aunque no es obligatorio, renunció a su afiliación de partido antes de jurar el cargo para garantizar su imparcialidad).
El IV congreso nacional se llevó a cabo en abril de 2007. Durante los congresos locales, Piero Fassino y su corriente llamada Por el Partido Demócrata, apoyado por la mayoría de los principales miembros del partido, como D'Alema, Pier Luigi Bersani o Antonio Bassolino, recibió el apoyo del 75,6% de los militantes; ésta tenía por objetivo apoyar el proyecto del Partido Demócrata.
El sector más izquierdista, opuesto a la creación del PD y liderado por Fabio Mussi, Cesare Salvi, Fulvia Bandoli y Valdo Spini, obtuvo el 15,0%. Todos los miembros de este sector fundaron posteriormente Izquierda Democrática (SD), con el objetivo de unir a la heterogénea izquierda italiana, desde los sucesores del Partido Socialista Italiano hasta los comunistas de Refundación Comunista.
Hubo una tercera corriente,  Por un partido nuevo, democrático y socialista, liderada por Gavino Angius, Mauro Zani y originalmente también por Giuseppe Caldarola que obtuvo el 9,3% de los votos. Este grupo, compuesto principalmente por antiguos partidarios de D'Alema y de Fassino agrupados en torno a Socialistas y Europeos, y algunos izquierdistas y ecologistas, apoyó la creación de un nuevo partido afín al Partido Socialista Europeo pero oponiéndose a la creación del Partido Demócrata, alegando percibirlo como una mera suma de DS y DL, sin referencia alguna al socialismo. Varios de sus miembros y simpatizantes, entre ellos Angius así como Achille Occhetto, más tarde decidió abandonar el partido para unirse a SD mientras que otros, incluyendo Zani, prefirió mantenerse dentro de DS.

## Secretarios del Partido
- Massimo D'Alema (1998)
- Walter Veltroni (1998-2001)
- Piero Fassino (2001-2007)

## Resultados electorales

### Elecciones legislativas
| Cámara de Diputados |                    |                    |         |     |                 |           |
| Año electoral       | Votos              | %                  | Escaños | +/– | Líder           | Gobierno  |
| 2001                | 6.151.154 (#2)     | 16,57              | 136/630 | 36a | Massimo D'Alema | Oposición |
| 2006                | Dentro de El Olivo | Dentro de El Olivo | 123/630 | 13  | Piero Fassino   | Gobierno  |

a Respecto a los escaños obtenidos por el Partido Democrático de la Izquierda en 1996.
| Senado de la República |                    |                    |         |     |                  |                                                                                      |
| Año electoral          | Votos              | %                  | Escaños | +/– | Líder            | Nota                                                                                 |
| 2001                   | Dentro de El Olivo | Dentro de El Olivo | 64/315  | 38  | Achille Occhetto | Respecto a los escaños obtenidos por el Partido Democrático de la Izquierda en 1996. |
| 2001                   | 5.977.347 (#2)     | 17,50              | 65/315  | 1   | Romano Prodi     |                                                                                      |